# (2736) Ops
(2736) Ops est un astéroïde de la ceinture principale.

## Description
(2736) Ops est un astéroïde de la ceinture principale. Il fut découvert le 23 juillet 1979 à la station Anderson Mesa par Edward L. G. Bowell. Il présente une orbite caractérisée par un demi-grand axe de 2,29 UA, une excentricité de 0,09 et une inclinaison de 7,5° par rapport à l'écliptique.

## Compléments